# Gunungpanti
Gunungpanti is een bestuurslaag in het regentschap Pati van de provincie Midden-Java, Indonesië. Gunungpanti telt 2946 inwoners (volkstelling 2010).